# ديلان سكوت
ديلان سكوت (بالإنجليزية: Dylan Scott)‏ هو مغن مؤلف ومغني أمريكي، ولد في 22 أكتوبر 1990 في باستروب في الولايات المتحدة.

## وصلات خارجية
- الموقع الرسمي
- ديلان سكوت على موقع ميوزك برينز (الإنجليزية)
- ديلان سكوت على موقع أول ميوزيك (الإنجليزية)